# Индюк (фильм)
«Индюк» — французский комедийный фильм 1951 года с Луи де Фюнесом, снятый по пьесе Жоржа Фейдо.

## Сюжет
Париж "прекрасной эпохи" (1890—1914). Мсье де Понтаньяк — большой любитель красивых женщин, что создаёт ему немало проблем. Однажды следуя за прекрасной Люсьенн Вателен, он попадает в её дом, где встречается с её мужем нотариусом Вателеном, человеком его круга. С этого момента в доме начинают кипеть страсти, происходят семейные сцены, ссоры и перемирия…

## В ролях
- Жак Шарон — Мсье де Понтаньяк.
- Надин Алари — Люсьенн Вателен
- Жаклина Пьерро — Армандина
- Дениз Провенс — Клотильда де Понтаньяк
- Гизелла Превилль — Маго Пакарель
- Жанна Маркен — мадам Пинчард
- Луи Сенье — мсье Пинчард
- Роберт Хирш — Редиллон
- Жак Морель — Вателен
- Луи де Фюнес — управляющий.